# Clarence Carter
Clarence Carter (Montgomery, 14 gennaio 1936) è un cantante e musicista statunitense, noto soprattutto come bluesman e interprete soul.

## Biografia
Afroamericano dell'Alabama, cieco dalla nascita, ha intrapreso la sua carriera musicale nel 1968 ed è tuttora in attività. I suoi pezzi di maggior successo sono Slip Away e Patches, del quale in Brasile è stata fatta una fortunata cover, Marvin, ad opera di Nando Reis. Dal matrimonio, poi fallito, con la cantante Candi Staton, a lungo anche sua corista, è nato un figlio, Clarence Carter Jr., pure lui musicista.

## Discografia
- 1968 This Is Clarence Carter
- 1969 Testifyin'
- 1969 The Dynamic Clarence Carter
- 1970 Patches
- 1971 That's What Your Love Means to Me
- 1973 Sixty Minutes
- 1974 Real
- 1975 Loneliness & Temptation
- 1976 Heart Full of Song
- 1977 I Got Caught Making Love
- 1977 Let's Burn
- 1981 Mr. Clarence Carter in Person
- 1982 Love Me With A Feeling
- 1984 Singing For My Supper
- 1985 Messin' With My Mind
- 1986 Dr. C.C.
- 1987 Hooked on Love
- 1989 Touch of Blues
- 1990 Between a Rock and a Hard Place
- 1991 Dr. CC's Greatest Prescriptions: The Best Of
- 1992 Have You Met Clarence Carter...Yet?
- 1994 Live with the Dr.
- 1995 Together Again
- 1995 I Couldn't Refuse
- 1996 Carter's Corner
- 1997 Too Weak to Fight
- 1999 Bring It to Me
- 2001 Live in Johannesburg
- 2003 All Y'all Feeling Alright
- 2005 One More Hit (To the Face)
- 2007 Messin' with My Mind
- 2007 The Final Stroke
- 2009 On Your Feet
- 2010 A Christmas Party
- 2011 Sing Along With Clarence Carter